# Clucy
Cet article possède un paronyme, voir Cluny.
Clucy (Kieussy en arpitan) est une commune française située dans le département du Jura, dans la région culturelle et historique de Franche-Comté et la région administrative Bourgogne-Franche-Comté.

## Géographie

### Climat
Pour des articles plus généraux, voir Climat de la Bourgogne-Franche-Comté et Climat du département du Jura.
En 2010, le climat de la commune est de type climat de montagne, selon une étude du Centre national de la recherche scientifique s'appuyant sur une série de données couvrant la période 1971-2000. En 2020, Météo-France publie une typologie des climats de la France métropolitaine dans laquelle la commune est exposée à un climat semi-continental et est dans la région climatique  Jura, caractérisée par une forte pluviométrie en toutes saisons (1 000 à 1 500 mm/an), des hivers rigoureux et un ensoleillement médiocre. 
Pour la période 1971-2000, la température annuelle moyenne est de 9,1 °C, avec une amplitude thermique annuelle de 16,9 °C. Le cumul annuel moyen de précipitations est de 1 497 mm, avec 13,7 jours de précipitations en janvier et 10 jours en juillet. Pour la période 1991-2020, la température moyenne annuelle observée sur la station météorologique de Météo-France la plus proche, « Coulans », sur la commune d'Éternoz à 12 km à vol d'oiseau, est de 10,5 °C et le cumul annuel moyen de précipitations est de 1 259,2 mm. 
La température maximale relevée sur cette station est de 38,7 °C, atteinte le 24 août 2023 ; la température minimale est de −18,9 °C, atteinte le 20 décembre 2009,,. 
Les paramètres climatiques de la commune ont été estimés pour le milieu du siècle (2041-2070) selon différents scénarios d'émission de gaz à effet de serre à partir des nouvelles projections climatiques de référence DRIAS-2020. Ils sont consultables sur un site dédié publié par Météo-France en novembre 2022.

## Urbanisme

### Typologie
Au 1er janvier 2024, Clucy est catégorisée commune rurale à habitat dispersé, selon la nouvelle grille communale de densité à sept niveaux définie par l'Insee en 2022.
Elle est située hors unité urbaine. Par ailleurs la commune fait partie de l'aire d'attraction de Salins-les-Bains, dont elle est une commune de la couronne,. Cette aire, qui regroupe 14 communes, est catégorisée dans les aires de moins de 50 000 habitants,.

### Occupation des sols
L'occupation des sols de la commune, telle qu'elle ressort de la base de données européenne d’occupation biophysique des sols Corine Land Cover (CLC), est marquée par l'importance des territoires agricoles (74,5 % en 2018), en diminution par rapport à 1990 (75,4 %). La répartition détaillée en 2018 est la suivante : 
zones agricoles hétérogènes (38,5 %), prairies (34 %), forêts (25,5 %), terres arables (1,9 %). L'évolution de l’occupation des sols de la commune et de ses infrastructures peut être observée sur les différentes représentations cartographiques du territoire : la carte de Cassini (XVIIIe siècle), la carte d'état-major (1820-1866) et les cartes ou photos aériennes de l'IGN pour la période actuelle (1950 à aujourd'hui).

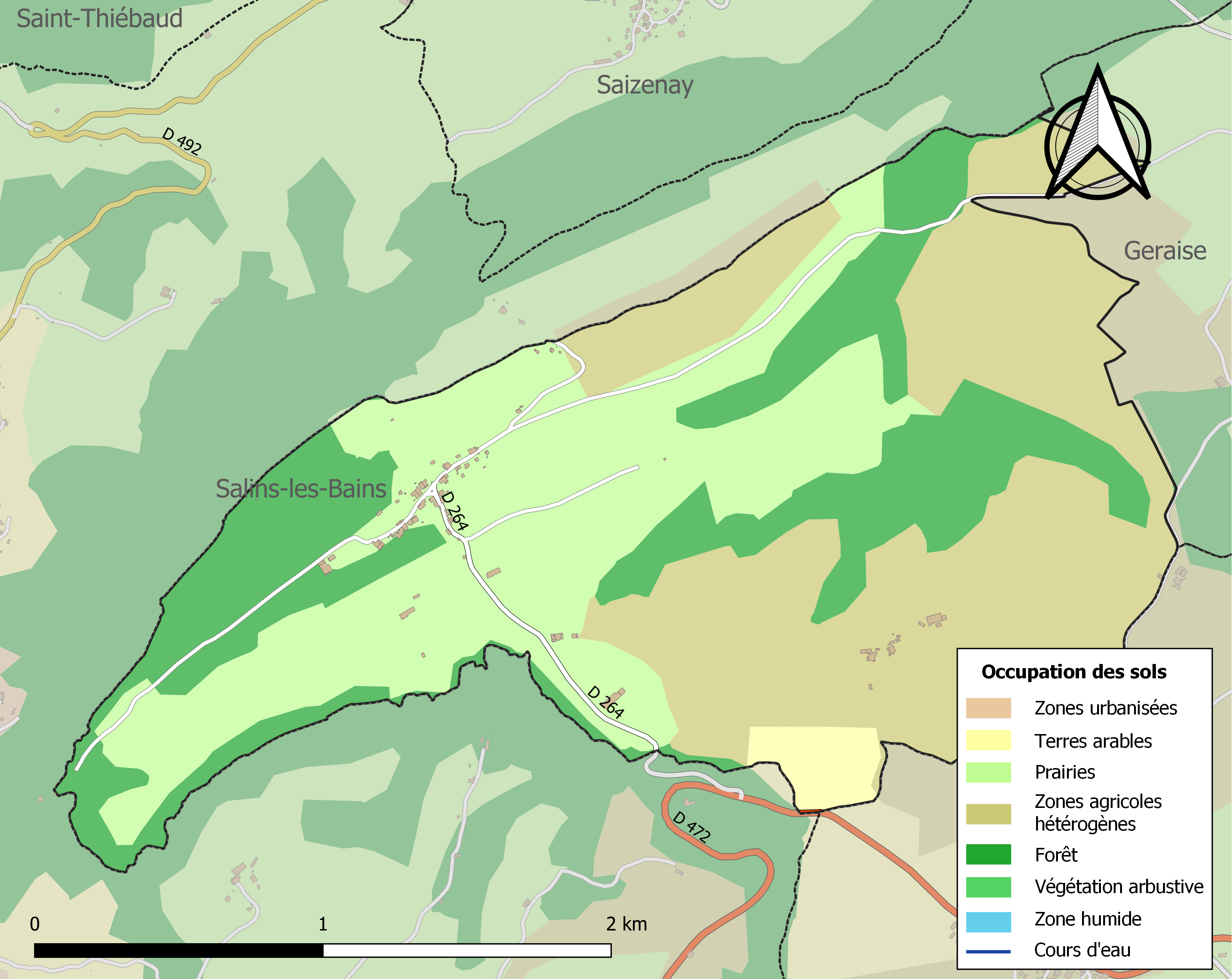
Carte des infrastructures et de l'occupation des sols de la commune en 2018 (CLC).

## Politique et administration

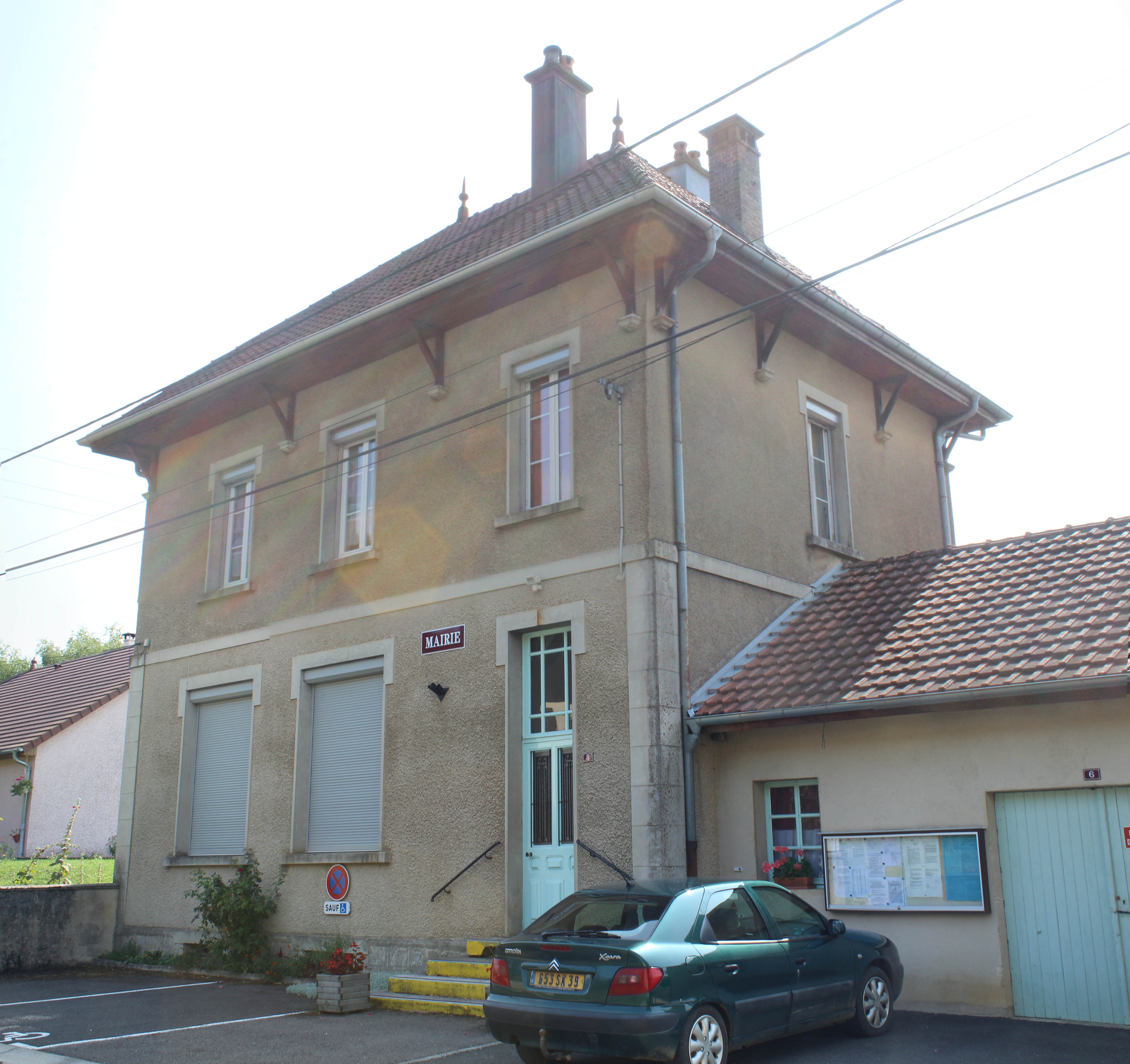
Mairie.

| Période   | Période   | Identité              | Étiquette | Qualité  |
| --------- | --------- | --------------------- | --------- | -------- |
| ?         | mars 2008 | Jean-François Berthod |           |          |
| mars 2008 | 2020      | Pierre Guinchard      | MoDem     | Retraité |
| 2020      | En cours  | Claude Berthod        |           |          |

## Démographie
L'évolution du nombre d'habitants est connue à travers les recensements de la population effectués dans la commune depuis 1793. Pour les communes de moins de 10 000 habitants, une enquête de recensement portant sur toute la population est réalisée tous les cinq ans, les populations de référence des années intermédiaires étant quant à elles estimées par interpolation ou extrapolation. Pour la commune, le premier recensement exhaustif entrant dans le cadre du nouveau dispositif a été réalisé en 2007.

En 2022, la commune comptait 70 habitants, en évolution de −13,58 % par rapport à 2016 (Jura : −0,81 %, France hors Mayotte : +2,11 %).
| 1793 | 1800 | 1806 | 1821 | 1831 | 1836 | 1841 | 1846 | 1851 |
| ---- | ---- | ---- | ---- | ---- | ---- | ---- | ---- | ---- |
| 180  | 159  | 96   | 136  | 154  | 136  | 129  | 150  | 137  |

| 1856 | 1861 | 1866 | 1872 | 1876 | 1881 | 1886 | 1891 | 1896 |
| ---- | ---- | ---- | ---- | ---- | ---- | ---- | ---- | ---- |
| 147  | 135  | 135  | 148  | 132  | 135  | 137  | 133  | 120  |

| 1901 | 1906 | 1911 | 1921 | 1926 | 1931 | 1936 | 1946 | 1954 |
| ---- | ---- | ---- | ---- | ---- | ---- | ---- | ---- | ---- |
| 110  | 124  | 138  | 122  | 116  | 115  | 114  | 117  | 111  |

| 1962 | 1968 | 1975 | 1982 | 1990 | 1999 | 2006 | 2007 | 2012 |
| ---- | ---- | ---- | ---- | ---- | ---- | ---- | ---- | ---- |
| 90   | 87   | 82   | 80   | 88   | 72   | 72   | 72   | 84   |

| 2017 | 2022 | - | - | - | - | - | - | - |
| ---- | ---- | - | - | - | - | - | - | - |
| 78   | 70   | - | - | - | - | - | - | - |

## Lieux et monuments
- Ancienne chapelle Saint-Joseph (1746), puis fromagerie (XIXe-auj.), rue du Fort Belin, inventoriée par l'IGPC en 1996[18];
- Chapelle Saint-Joseph de la Chaux-sur-Grésil avec son toit couvert de laves
- Chêne de la liberté, sur la place, planté en 1793;
- Fontaine, sur la place, érigée en 1846.
- Belvédère du fort Belin qui offre un panorama englobant le fort Belin, Salins-les-Bains, le fort Saint André.

À proximité de la limite communale, sur le territoire de Salins-les-Bains, se trouve le fort Belin, édifié au XIXe siècle, à l'emplacement de l'ancien chastel Belin médiéval.

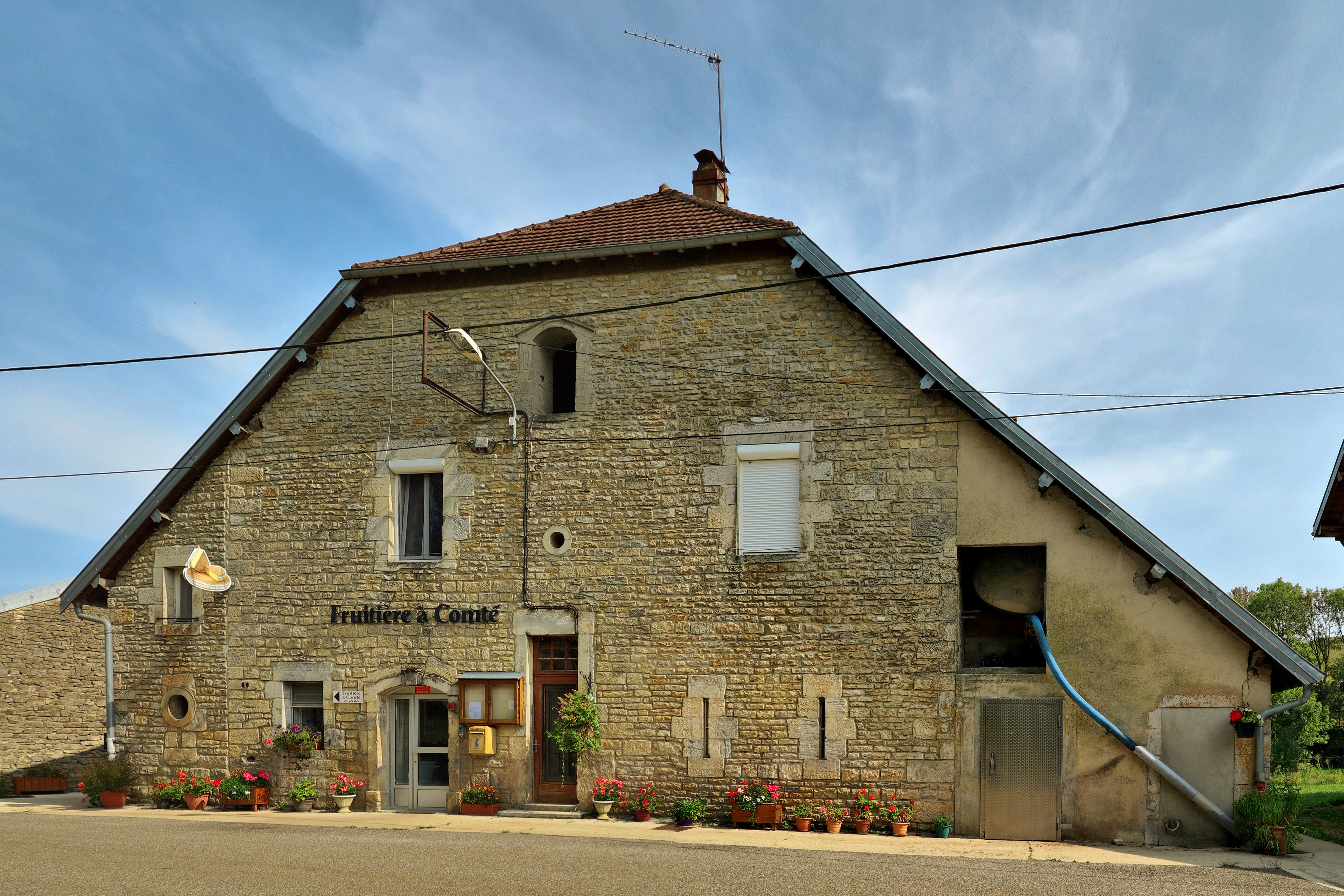
La fromagerie (ancienne chapelle).
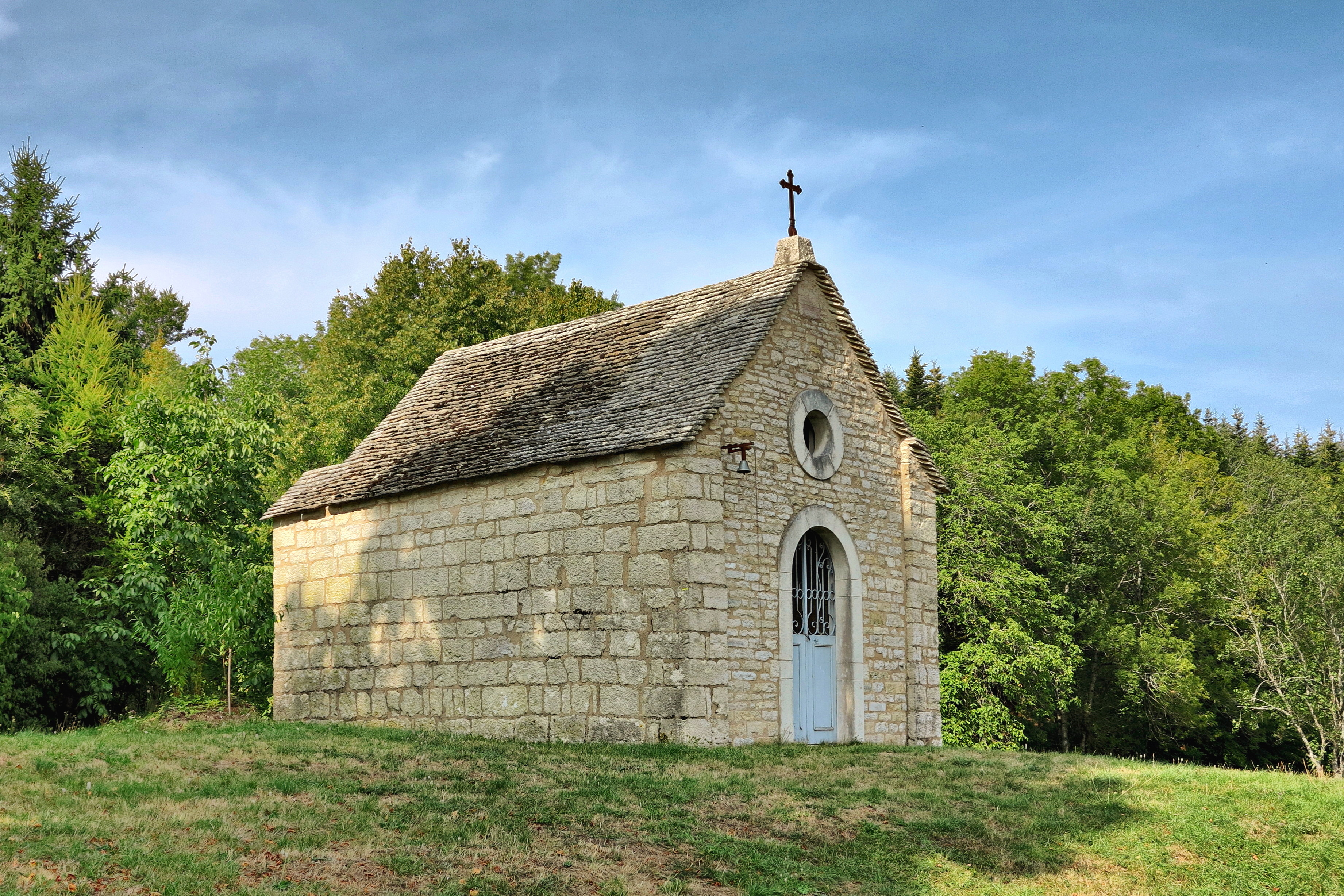
La chapelle Saint-Joseph.
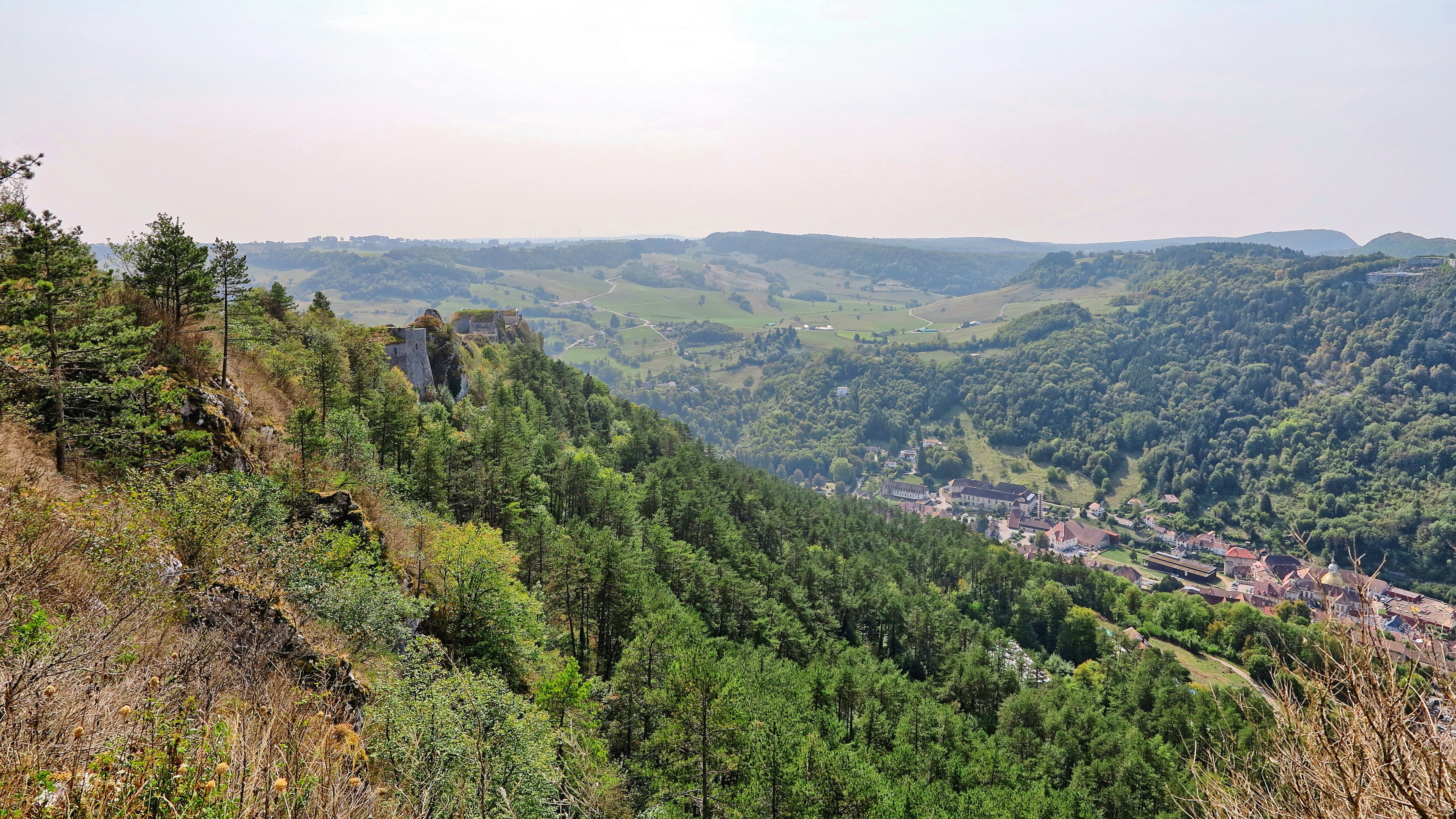
Le fort Belin au-dessus de Salins vu depuis le belvédère.

## Personnalités liées à la commune
- Léna Leclercq, poétesse, amie de Simone de Beauvoir, de Giacometti et compagne du peintre Balthus, a vécu à Clucy.